# Sumbermanjing Wetan
Sumbermanjing Wetan is een bestuurslaag in het regentschap Malang van de provincie Oost-Java, Indonesië. Sumbermanjing Wetan telt 3709 inwoners (volkstelling 2010).